# Wykształcenie
Treść tego artykułu od 2024-04 należy opracować w taki sposób, aby nie uwypuklała nadmiernie polskiej specyfiki / aby nie zawężała się tylko do polskich warunków
Dokładniejsze informacje o tym, co należy poprawić, być może znajdują się w dyskusji tego artykułu.
 Po wyeliminowaniu niedoskonałości należy usunąć szablon [[Szablon:Dopracować|]] z tego artykułu.
Wykształcenie – poświadczona dokumentem wiedza zdobyta w oficjalnym systemie nauczania (szkoły publiczne, szkoły prywatne). Jest to zasób wiedzy, umiejętności i sprawności umożliwiający jednostce poznanie otaczającego świata i skuteczne w nim działanie, wykonywanie określonego zawodu; wynik kształcenia i samokształcenia.

## Wykształcenie w prawie polskim
Wykształcenie jest także sztywno określonym wyznacznikiem rodzaju ukończonej szkoły. W Polsce, prawne kryteria poziomu wykształcenia określają Prawo oświatowe z 14 XII 2016 oraz Prawo o szkolnictwie wyższym i nauce z 20 VII 2018 r. Zgodnie z nimi wyróżnia się następujące poziomy wykształcenia:
- Wykształcenie podstawowe – posiadają osoby, które ukończyły szkołę podstawową lub podstawowe studium zawodowe bądź szkołę artystyczną[4],
- Wykształcenie zasadnicze zawodowe – posiadają osoby, które ukończyły zasadniczą szkołę zawodową, szkołę zasadniczą lub inną szkołę równorzędną przed reformą w roku 2017[5],
- Wykształcenie branżowe – posiadają osoby, które ukończyły branżową szkołę I stopnia,
- Wykształcenie średnie branżowe – posiadają osoby, które ukończyły branżową szkołę II stopnia[6],
- Wykształcenie średnie – posiadają osoby, które ukończyły szkołę ponadpodstawową (na podbudowie 8-klasowej szkoły podstawowej) lub ukończyły szkołę ponadgimnazjalną z wyjątkiem zasadniczej szkoły zawodowej[7],
- Wykształcenie wyższe – posiadają osoby, które na studiach wyższych (I, II lub III stopnia) uzyskały tytuł zawodowy licencjata, inżyniera, magistra lub magistra inżyniera, lub uzyskały stopień naukowy doktora[8].